# کیمی
کیمی {{فنلاندی|Kemi) یک شهرک، شهرداری فنلاند و شهر در فنلاند است که در لاپلند واقع شده‌است. کیمی ۴ متر بالاتر از سطح دریا واقع شده‌است.

## خواهرخوانده
شهرهای ولگوگراد، ویسمار، سیکشفهروار و بخش لولیو خواهرخوانده‌های کیمی هستند.